# 塞內卡之死

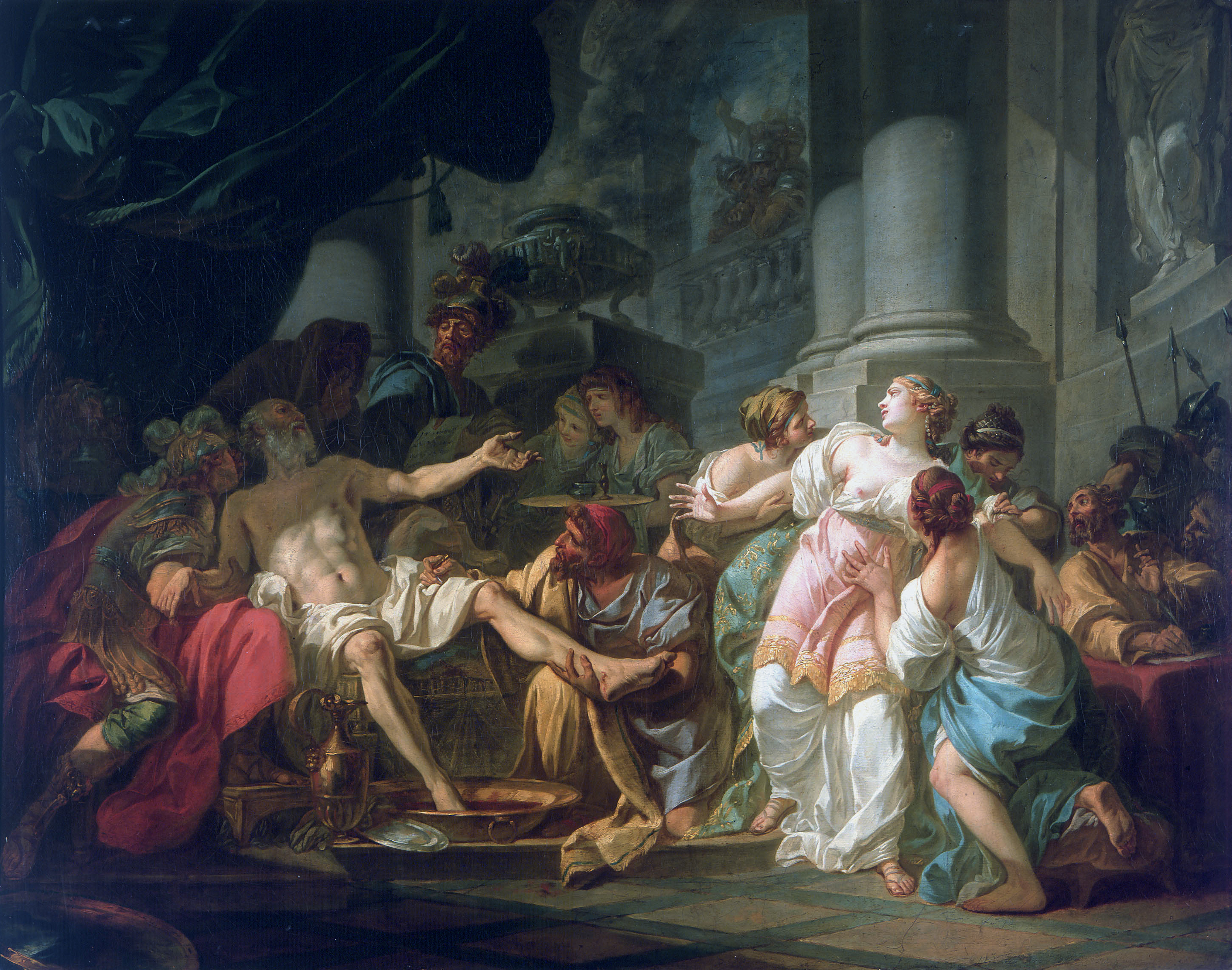

《塞內卡之死》（The Death of Seneca）是法国艺术家雅克-路易·大卫的一幅画作，创作于1773年，现在收藏于巴黎小皇宮。
这幅画表现塞內卡的自杀，手法模仿弗朗索瓦·布歇。这是他第三次尝试赢得罗马大奖，但输给了皮埃尔·佩龙（Pierre Peyron）关于同一主题的一幅画。佩龙的细节更少，色调更暗，更接近古典。他不仅是大卫的对手，还开创了新的古典主义，这在一定程度上激发了大卫创作出1774年的作品《埃拉西斯特拉图斯发现安条克的病因》（Erasistratus Discovering the Cause of Antiochus' Disease）。